# Ивановский сельсовет (Хайбуллинский район)
Ивановский сельсовет — муниципальное образование в Хайбуллинском районе Башкортостана. Согласно Закону о границах, статусе и административных центрах муниципальных образований в Республике Башкортостан имеет статус сельского поселения.
Административный центр — село Ивановка.

## История
В 2008 году в состав сельсовета вошло село Новопетровское, переименованное из Новопетровское 1-е и переданное из Антинганского сельсовета

## Население
| 2002  | 2010  | 2012  | 2013  | 2014  | 2015  | 2016  |
| ----- | ----- | ----- | ----- | ----- | ----- | ----- |
| 1457  | ↘1298 | ↘1240 | ↘1187 | ↘1127 | ↘1102 | ↘1071 |
| 2017  | 2018  |       |       |       |       |       |
| ↘1052 | ↘1006 |       |       |       |       |       |

## Состав
- с. Ивановка,
- д. Акташево,
- с. Михайловка,
- д. Пугачево,
- с. Новопетровское.

Ранее входил Посёлок Гослесопитомника. Исключён из списков населённых пунктов в 1981 году согласно Указу Президиума Верховного Совета Башкирской АССР от 12.02.1981 г. № 6-2/66 «Об исключении некоторых населенных пунктов из учётных данных по административно-территориальному делению Башкирской АССР».